# Naslavcea
Naslavcea är en by i distriktet Raionul Ocniţa i nordöstra Moldavien vid floden Dnestr. Enligt folkräkningen 2014 har byn 782 invånare, de flesta är etniskt ukrainare. Byn uppmärksammades i världspressen den 31 oktober 2022 då en rysk raket som skjutits ner av ukrainska styrkor landade i byn. Ingen människa omkom.